# Опиум
О́пиум (из лат. opium, также о́пий) — сильнодействующий наркотик, высохший на воздухе млечный сок из надрезов на недозрелых коробочках снотворного мака (лат. Papaver somniferum). Содержит около 20 алкалоидов, однако наркотическим действием обладает только часть из них, которая называется фенантреновая группа. В традиционной медицине благодаря высокому содержанию морфиновых алкалоидов использовался как сильное болеутоляющее средство. Однако он быстро вызывал наркотическую зависимость и теперь применяется лишь как сырьё для получения медицинских препаратов (морфина, кодеина, папаверина и других), а также для синтеза наркотика героина.

## История
|                                                 |  |  |  |
| Пузырьки опиумных лекарств XIX — начала XX века |  |  |  |

Опиум известен человечеству как минимум в течение последних 6 тысяч лет. Снотворное действие опиума упоминается в шумерских таблицах IV тысячелетия до н. э. Во II тысячелетии до н. э. его знают народы восточного Средиземноморья. В руках статуэтки минойской культуры (XIII в. до н. э.) находится головка опийного мака. Опиум применялся в Древней Греции: его действие упоминал Гесиод (VIII в. до н. э.), Геродот (V в. до н. э.), болеутоляющие свойства упоминал Гиппократ. Гомер писал о напитке, который даёт забвение печалей и снимает горе. Предполагается, что Цирцея опоила настойкой опия Одиссея и его спутников, а лотофаги — народ древнегреческой мифологии, населявший побережье Северной Африки, потребляли опий. В Южной Азии опиум начали употреблять благодаря войскам Александра Македонского (IV в. до н. э.), которые занесли культуру опия и навык его употребления. В дальнейшем (в 1-м тысячелетии н. э.) употребление опиума распространилось на восток, в Индию, Китай. Из Индии опиум был распространён по всей Юго-Восточной Азии, где на смену употребления внутрь опиума (опиофагии) пришло курение опиума (опиокурение; известно с XVII в.). Первый медицинский препарат в Европе, изготовленный из опиума, прописал больному в XVI веке знаменитый Парацельс. Парацельс называл опиум камнем бессмертия и часто использовал его в своей практике. Лекарственную настойку опиума на спирту Парацельс назвал лауданумом. Лауданум считали панацеей в течение трёх столетий, он применялся при слабости и истощении, при бессоннице и возбуждении, при кашле, поносе, кровотечении, болях. Книга «Исповедь англичанина, употреблявшего опиум» была опубликована английским писателем Томасом де Квинси в 1821 году. Данный поэт умер на семьдесят пятом году жизни, вопреки предсказаниям медиков, предвещавших Де Квинси преждевременную кончину. Возможно, благодаря этому опиум исчез из фармакопеи значительно позднее. Пик употребления опиума в Европе пришёлся на конец XIX века.

## Производство
Опиум получают из опийного мака, надрезая его плод, головку, после опадения лепестков. Вытекающее белое смолистое вещество постепенно твердеет и становится коричневым. Это и есть опиум, который содержит около 20 алкалоидов, включая морфин (10 %), кодеин (0,5 %), наркотин (носкапин), тебаин и папаверин:558.
В настоящее время основные посевные площади опийного мака сосредоточены в т. н. «Золотом треугольнике» (Северный Таиланд, Лаос, Мьянма), Мексике, а также в Афганистане, который превосходит все остальные страны по посевным площадям и объёму производимого опия. Исторически опиум производился также в Бенгалии в колониальный период. По данным ежегодного доклада управления ООН по наркотикам и преступности, площадь посева опийного мака в Афганистане сейчас превосходит плантацию коки в Колумбии, Перу и Боливии, вместе взятых, и составляет 193 000 га (на 2006 год в Афганистане производилось 92 % от его всемирного производства равного 6630 тонн). По данным
экспертов, сбор урожая опиумного мака в 2007 году возрос до 8200 тонн — это в 2,4 раза больше, чем в 2002 году, когда коалиционные войска начали боевые действия против армии талибов. В то же время, по данным ООН, в северной части страны, находившейся под контролем проамериканского правительства, посевы мака сокращались, а сбор зерновых растёт. В южных районах Афганистана, где сильны позиции «Талибана», складывается противоположная ситуация.

### В СССР
По данным ООН, в СССР выращивание опийного мака и производство опия велось на предприятиях главка «Лекарстпром», находившегося в подчинении Минмедпрома (в СССР однако промышленно культивировались и другие опий-содержащие сорта мака, прежде всего, мак прицветниковый). В частности, промышленные плантации мака находились в Киргизской ССР в районе озера Иссык-Куль. Селекцией опиумного мака, а также разработкой агротехники выращивания занимался «Всесоюзный институт лекарственных растений» (ВИЛР). Институтом были разработаны новые сорта опийного мака «Пржевальский-222» (ранний), «Пржевальский-D250» и «Пржевальский-133» (поздний).
Усовершенствованная агротехника, разработанная советскими учёными, позволяла получать примерно 35 кг опиума-сырца с гектара посевов, что соответствовало примерно 5 кг чистого морфина.
Опиум-сырец советского производства должен был удовлетворять следующим требованиям (ГОСТ 4813-51):
- внешний вид — тестообразная однородная серая масса без посторонних включений (фрагментов маковых головок или иных частей растения);
- содержание влаги — не более 45 %;
- содержание морфина в сухом веществе — не менее 10 %, кодеина — не менее 1 %.

В 1953 году СССР вошёл в число семи стран, которым ООН официально разрешила экспорт опиума (другие шесть — Болгария, Греция, Индия, Иран, Турция и Югославия).

## Применение
Опиум служит сырьём для производства лекарственных препаратов группы опиатов: кодеина, морфина, и наркотика — героина.
В СССР опийная настойка (желудочное средство) была снята с производства в 1952 году.
В настоящее время производятся только лекарственные препараты на базе очищенных алкалоидов мака, а также их полусинтетических производных. Их отпуск ограничен законодательством относительно оборота наркотических средств.

## Правовой статус
Опий (в том числе медицинский) внесён в Список I наркотических средств, оборот которых в Российской Федерации запрещён в соответствии с законодательством Российской Федерации и международными договорами Российской Федерации.
В феврале 1950 года в Китайской Народной Республике пришедшей к власти КПК был принят «антиопиумный закон», запрещавший производство и сбыт опиума. По самым скромным данным, не менее 80 тысяч человек было арестовано по обвинению в наркоторговле, каждый сотый был расстрелян. Считается, что этот нормативный акт сыграл важную роль в падении объёмов наркоторговли в КНР.
Китайское правительство в контактах с Великобританией подчёркнуто не обсуждает вопросы наркотиков из-за исторических коннотаций — колониальных опиумных войн, которые Великобритания проводила против Цинского Китая ради его экономического подчинения. Во внутренней политике китайское правительство особо пропагандирует этот запрет как «никогда более не допустимую слабость предков».

## Терминология
- Кокнар (кукнар, кухнар) — маковая соломка[12].
- Лауданум (Laudanum) — опийная настойка на спирту. Искусствоведы считают, что картины крупнейшего представителя викторианской сказочной живописи Джона Анстера Фицджеральда написаны именно под влиянием лауданума[13].